# New Albany (Ohio)
New Albany – miasto w Stanach Zjednoczonych, w stanie Ohio, w hrabstwie Franklin.